# Paleocauce

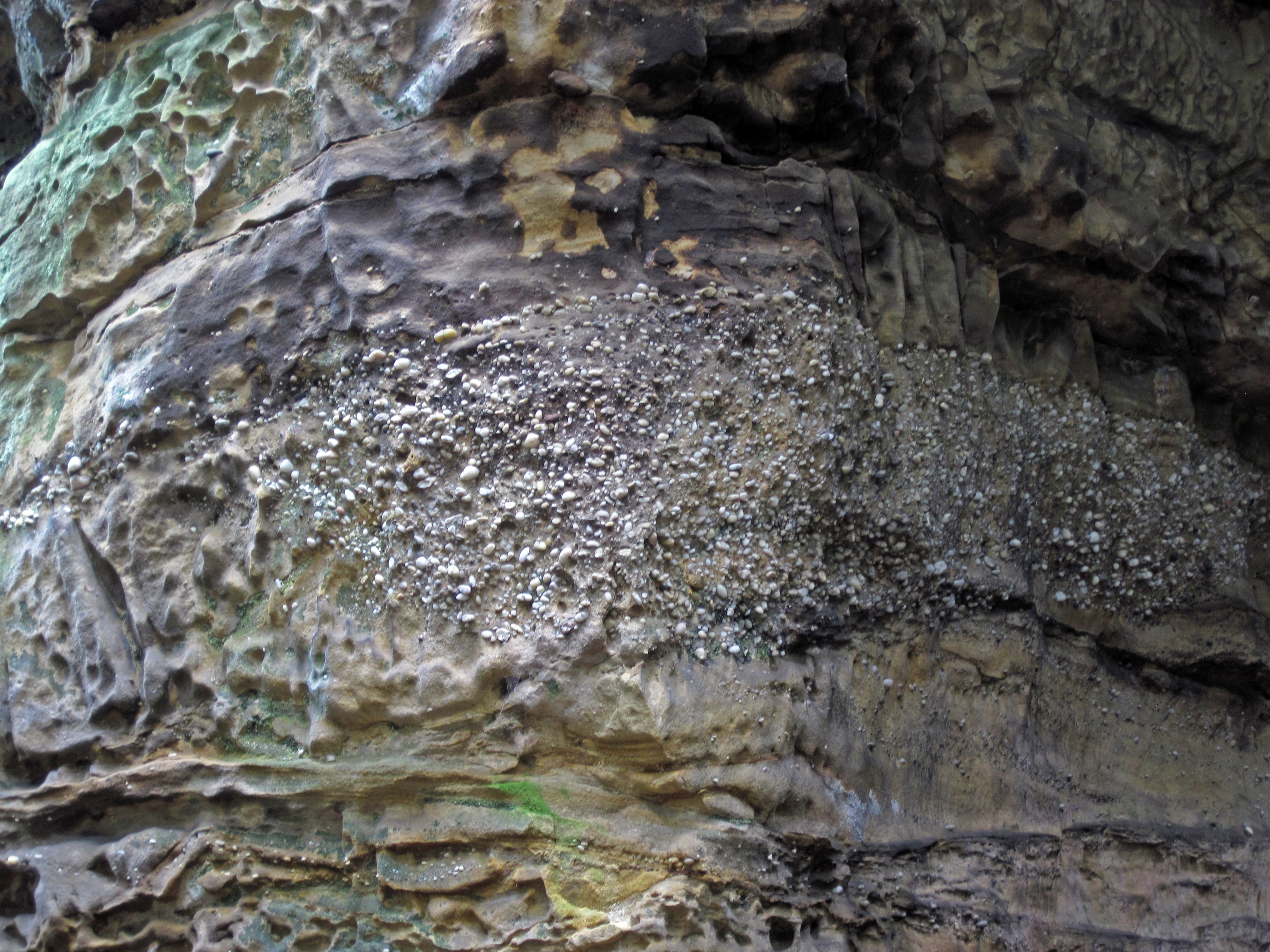
Paleocauce estratigráfico relleno de grava en la formación Sharon, Pensilvania.

Un paleocauce es un cauce por donde antiguamente fluía agua. Los paleocauces pueden estar desplazados lateralmente respecto al curso de agua correspondiente o bien pueden estar registrados como cicatrices erosivas y sedimentos de relleno de paleocauce en series estratigráficas antiguas. Los cambios que hacen a un curso de agua abandonar su cauce formando un paleocauce pueden ser tectónicos, climáticos, antrópicos o por la propia dinámica fluvial.
El estudio de los paleocauces es abarcado por la geomorfología fluvial y en medios antiguos por la estratigrafía.